# Phyllophaga gravidula
Phyllophaga gravidula är en skalbaggsart som beskrevs av Moser 1921. Phyllophaga gravidula ingår i släktet Phyllophaga och familjen Melolonthidae. Inga underarter finns listade i Catalogue of Life.